# Temporada 1991-92 de los Charlotte Hornets
La temporada 1991-92 fue la cuarta de los Charlotte Hornets en la NBA. La temporada regular acabó con 31 victorias y 51 derrotas, ocupando el duodécimo puesto de la conferencia Este, no logrando clasificarse para los playoffs.

## Elecciones en elDraft
| Ronda | Puesto | Jugador       | Posición  | Nacionalidad   | Universidad |
| ----- | ------ | ------------- | --------- | -------------- | ----------- |
| 1     | 1      | Larry Johnson | Ala-Pívot | Estados Unidos | UNLV        |
| 2     | 28     | Kevin Lynch   | Escolta   | Estados Unidos | Minnesota   |

## Temporada regular
| División Central      | División Central | División Central | División Central | División Central | División Central | División Central | División Central | División Central |
| Equipo                | G                | P                | %                | PD               | Casa             | Fuera            | Div              |                  |
| --------------------- | ---------------- | ---------------- | ---------------- | ---------------- | ---------------- | ---------------- | ---------------- | ---------------- |
| y-Chicago Bulls       | 67               | 15               | .817             | —                | 36–5             | 31–10            | 22–6             |                  |
| x-Cleveland Cavaliers | 57               | 25               | .695             | 10               | 35–6             | 22–19            | 21–7             |                  |
| x-Detroit Pistons     | 48               | 34               | .585             | 19               | 25–16            | 23–18            | 15–13            |                  |
| x-Indiana Pacers      | 40               | 42               | .488             | 27               | 26–15            | 14–27            | 13–15            |                  |
| Atlanta Hawks         | 38               | 44               | .463             | 29               | 23–18            | 15–26            | 7–21             |                  |
| Milwaukee Bucks       | 31               | 51               | .378             | 36               | 25–16            | 6–35             | 10–18            |                  |
| Charlotte Hornets     | 31               | 51               | .378             | 36               | 22–19            | 9–32             | 10–18            |                  |

## Estadísticas
| Rk | Jugador           | Edad | P  | PT | MP   | TC  | TCI  | %TC  | T3  | T3I | %T3  | TL  | TLI | %TL  | RO  | RD  | RT   | AS  | RB  | TAP | BP  | FP  | PTS  |
| -- | ----------------- | ---- | -- | -- | ---- | --- | ---- | ---- | --- | --- | ---- | --- | --- | ---- | --- | --- | ---- | --- | --- | --- | --- | --- | ---- |
| 1  | Larry Johnson     | 22   | 82 | 77 | 37.2 | 7.5 | 15.3 | .490 | 0.1 | 0.3 | .227 | 4.1 | 5.0 | .829 | 3.9 | 7.0 | 11.0 | 3.6 | 1.0 | 0.6 | 2.0 | 2.7 | 19.2 |
| 2  | Kendall Gill      | 23   | 79 | 79 | 36.8 | 8.4 | 18.1 | .467 | 0.1 | 0.3 | .240 | 3.6 | 4.8 | .745 | 2.1 | 3.0 | 5.1  | 4.2 | 1.9 | 0.6 | 2.3 | 3.0 | 20.5 |
| 3  | Muggsy Bogues     | 27   | 82 | 69 | 34.0 | 3.9 | 8.2  | .472 | 0.0 | 0.3 | .074 | 1.1 | 1.5 | .783 | 0.7 | 2.2 | 2.9  | 9.1 | 2.1 | 0.1 | 1.9 | 1.9 | 8.9  |
| 4  | Johnny Newman     | 28   | 55 | 55 | 30.0 | 5.4 | 11.2 | .477 | 0.2 | 0.8 | .283 | 4.3 | 5.6 | .766 | 1.3 | 2.0 | 3.3  | 2.7 | 1.3 | 0.3 | 2.3 | 3.3 | 15.3 |
| 5  | Kenny Gattison    | 27   | 82 | 71 | 27.1 | 5.2 | 9.7  | .529 | 0.0 | 0.0 | .000 | 2.4 | 3.5 | .688 | 2.2 | 4.9 | 7.1  | 1.6 | 0.7 | 0.8 | 1.7 | 3.3 | 12.7 |
| 6  | Dell Curry        | 27   | 77 | 0  | 26.2 | 6.5 | 13.5 | .486 | 1.0 | 2.4 | .404 | 1.6 | 2.0 | .836 | 0.7 | 2.6 | 3.4  | 2.3 | 1.2 | 0.3 | 1.7 | 2.0 | 15.7 |
| 7  | Rex Chapman       | 24   | 21 | 11 | 26.0 | 5.1 | 11.4 | .450 | 0.4 | 1.3 | .296 | 1.7 | 2.5 | .679 | 0.4 | 2.1 | 2.6  | 4.1 | 0.7 | 0.4 | 2.0 | 2.2 | 12.4 |
| 8  | J.R. Reid         | 23   | 51 | 7  | 24.6 | 4.2 | 8.5  | .490 | 0.0 | 0.1 | .000 | 2.6 | 3.7 | .705 | 1.9 | 4.3 | 6.2  | 1.6 | 1.0 | 0.5 | 1.6 | 3.1 | 11.0 |
| 9  | Kevin Lynch       | 23   | 55 | 3  | 14.9 | 1.7 | 4.1  | .417 | 0.1 | 0.1 | .375 | 0.6 | 0.8 | .761 | 0.5 | 1.0 | 1.5  | 1.5 | 0.7 | 0.2 | 0.8 | 1.9 | 4.1  |
| 10 | Mike Gminski      | 32   | 35 | 10 | 14.3 | 2.6 | 5.7  | .452 | 0.0 | 0.1 | .333 | 0.6 | 0.8 | .750 | 1.1 | 2.3 | 3.4  | 0.9 | 0.3 | 0.5 | 0.6 | 1.1 | 5.8  |
| 11 | Anthony Frederick | 27   | 66 | 26 | 12.9 | 2.4 | 5.6  | .435 | 0.1 | 0.3 | .235 | 1.0 | 1.4 | .685 | 1.1 | 1.0 | 2.2  | 1.1 | 0.6 | 0.4 | 0.9 | 1.4 | 5.9  |
| 12 | Eric Leckner      | 25   | 59 | 2  | 12.1 | 1.3 | 2.6  | .513 | 0.0 | 0.0 | .000 | 0.6 | 0.9 | .745 | 0.8 | 2.7 | 3.5  | 0.5 | 0.2 | 0.3 | 0.7 | 1.9 | 3.3  |
| 13 | Elliot Perry      | 22   | 40 | 0  | 9.3  | 1.1 | 2.9  | .377 | 0.0 | 0.1 | .200 | 0.7 | 1.0 | .667 | 0.3 | 0.5 | 0.8  | 1.6 | 0.6 | 0.1 | 0.9 | 0.7 | 2.8  |
| 14 | Ron Grandison     | 27   | 3  | 0  | 8.3  | 0.7 | 1.3  | .500 | 0.0 | 0.0 |      | 2.0 | 3.3 | .600 | 1.0 | 2.7 | 3.7  | 0.3 | 0.3 | 0.3 | 1.0 | 1.3 | 3.3  |
| 15 | Michael Ansley    | 24   | 2  | 0  | 6.5  | 1.5 | 3.5  | .429 | 0.0 | 0.0 |      | 0.0 | 0.0 |      | 0.0 | 1.0 | 1.0  | 0.0 | 0.0 | 0.0 | 0.0 | 0.5 | 3.0  |
| 16 | Greg Grant        | 25   | 13 | 0  | 4.4  | 0.0 | 0.6  | .000 | 0.0 | 0.0 |      | 0.1 | 0.2 | .500 | 0.1 | 0.2 | 0.3  | 1.4 | 0.6 | 0.0 | 0.4 | 0.2 | 0.1  |
| 17 | Tony Massenburg   | 24   | 3  | 0  | 4.3  | 0.0 | 1.0  | .000 | 0.0 | 0.0 |      | 0.3 | 0.7 | .500 | 0.3 | 1.0 | 1.3  | 0.0 | 0.3 | 0.0 | 1.3 | 0.7 | 0.3  |
| 18 | Cedric Hunter     | 27   | 1  | 0  | 1.0  | 0.0 | 0.0  |      | 0.0 | 0.0 |      | 0.0 | 0.0 |      | 0.0 | 0.0 | 0.0  | 0.0 | 0.0 | 0.0 | 0.0 | 0.0 | 0.0  |

## Galardones y récords
| Jugador       | Galardón                                                     |
| Larry Johnson | Rookie del Año de la NBA Mejor quinteto de rookies de la NBA |